# Imanbek
Іманбек Маратович Зейкенов (нар. 21 жовтня 2000 року, Аксу), більш відомий під псевдонімом Imanbek — казахстанський діджей і музичний продюсер. У 2019 році він став всесвітньо відомим завдяки своєму реміксу на пісню Saint Jhn «Roses», за який отримав музичну премію «Греммі»-2021, ставши першим музикантом з Казахстану, який отримав Греммі, а також першим музикантом з СНД і колишнього СРСР, отримав Греммі в категорії некласичної музики.

## Кар'єра
Іманбек народився в Аксу, Павлодарській області в Казахстані, він грав на гітарі, коли йому було 8 років. Під час навчання в Залізничному коледжі почав працювати на залізничній станції в Аксу, але продовжив займатися реміксами з 2017 року, коли йому було 17 років. Він зробив ремікс на «Roses», раніше випущений гаяно-американським репером Saint Jhn через російський лейбл Effective Records, який підписав його. Ремікс був зроблений без участі Saint Jhn, оскільки спроби Іманбека Зейкенова зв'язатися з ним в Instagram провалилися, і він не отримав відповіді. Ремікс на цю пісню з'явився у великій кількості чартів по всій Європі, включаючи Бельгію, Угорщину, Нідерланди, Польщу і Швецію, і стала номером 3 у світовому топ Shazam. Виходячи з успіху і популярності реміксу, оригінальна пісня, записана в 2016 році, з'явилася в чартах US Billboard, British Singles Chart і чартах інших країн, таких як Австрія, Канада, Данія, Франція, Німеччина, Ірландія в 2019 році.
У листопаді 2020 року Іманбека номінували на премію «Греммі» за кращий ремікс (Roses). 14 березня 2021 року було оголошено про перемогу Іманбека в цій номінації. Іманбек став першим музикантом з Казахстану, який отримав Греммі, а також першим музикантом з СНД і колишнього СРСР, який отримав Греммі в категорії некласичної музики.

## Дискографія

### Інші релізи
У Imanbek є ряд інших релізів, зокрема:
- «Take Me» (спільно з ONEIL)
- «Hot» (спільно з Parah Dice)
- «Smoke It Up» (спільно з Stephanskiy)
- «Dope»
- «Clandestina» (спільно з FILV & Edmofo за участю Emma Peters)
- «Romantic Dance» (DJ Dimixer при навч. Murana)
- «Bang Bang» (спільно з Rita Ora)
- “Belly Dancer” (спільно з BYOR)